# FIFA-világranglista
| A ranglista első 30 helyezettje 2024. november 28. |          |                  |         |
| Helyezés                                           | Változás | Csapat           | Pont    |
| 1.                                                 | Állandó  | Argentína        | 1867,25 |
| 2.                                                 | Állandó  | Franciaország    | 1859,78 |
| 3.                                                 | Állandó  | Spanyolország    | 1853,27 |
| 4.                                                 | Állandó  | Anglia           | 1813,81 |
| 5.                                                 | Állandó  | Brazília         | 1775,85 |
| 6.                                                 | 1        | Portugália       | 1756,12 |
| 7.                                                 | 1        | Hollandia        | 1747,55 |
| 8.                                                 | 2        | Belgium          | 1740,62 |
| 9.                                                 | Állandó  | Olaszország      | 1731,51 |
| 10.                                                | 1        | Németország      | 1703,79 |
| 11.                                                | 3        | Uruguay          | 1695,91 |
| 12.                                                | 2        | Kolumbia         | 1694,44 |
| 13.                                                | 1        | Horvátország     | 1691,59 |
| 14.                                                | 1        | Marokkó          | 1688,18 |
| 15.                                                | Állandó  | Japán            | 1652,79 |
| 16.                                                | 2        | Egyesült Államok | 1645,48 |
| 17.                                                | 3        | Szenegál         | 1637,25 |
| 18.                                                | 1        | Irán             | 1635,31 |
| 19.                                                | 3        | Mexikó           | 1627,4  |
| 20.                                                | 3        | Svájc            | 1625,16 |
| 21.                                                | Állandó  | Dánia            | 1611,49 |
| 22.                                                | 1        | Ausztria         | 1589,84 |
| 23.                                                | 1        | Dél-Korea        | 1585,45 |
| 24.                                                | 3        | Ecuador          | 1560,13 |
| 25.                                                | Állandó  | Ukrajna          | 1554,94 |
| 26.                                                | 2        | Ausztrália       | 1544,15 |
| 27.                                                | 1        | Svédország       | 1540,2  |
| 28.                                                | 2        | Törökország      | 1537,24 |
| 29.                                                | Állandó  | Wales            | 1534,39 |
| 30.                                                | 2        | Magyarország     | 1517,57 |
| *Változás 2024. október 24. óta                    |          |                  |         |
| A teljes ranglista a FIFA.com oldalon              |          |                  |         |

A FIFA-világranglista a Nemzetközi Labdarúgó-szövetség által számított és közzétett, a felnőtt férfi nemzeti labdarúgó-válogatottakra vonatkozó rangsora. Mind a férfi, mind a női válogatottak számára készül ilyen lista, bár a két nem esetén a pontszámítás eltérő. A férfiak ranglistáját 1993 augusztusában, míg a nőkét 2003-ban közölte először a FIFA, és ezt követően meghatározott rendszerességgel frissítik a rangsort.
A FIFA-világranglistát alkalmazzák a nagyobb tornák, valamint azok selejtezőinek sorsolása előtt, a kiemelés megállapításához.
A labdarúgó-válogatottak alternatív ranglistája az Élő-ranglista, amelyet az Élő-pontrendszer alapján dolgoztak ki.

## Férfi világranglista

### 2006-os frissítés
2005-ben hozott döntésének megfelelően, a 2006-os labdarúgó-világbajnokság után a FIFA megváltoztatta a világranglista-helyezéseinek számítási módját. Így a 2006 júliusában megjelent világranglista jelentős átrendeződést mutatott az azt megelőző listához képest, és a 2008-as labdarúgó-Európa-bajnokság selejtező mérkőzései miatt tovább módosult. Az olaszok, a németek és a görögök helyezése is jelentősen megváltozott. A világranglista első néhány helyét az olaszok, a franciák, az argentinok és a brazilok váltakozva foglalták el. A 2008-as Eb után azonban Spanyolország került az élre, először a ranglista történetében.
Ezután a 2009-es konföderációs kupa után – ahol a spanyolok meglepetésre az elődöntőben búcsúztak, és a brazilok a torna győztesei lettek – Brazília fellépett az első helyre, míg a spanyolok egy lépcsőfokkal lejjebb, a második helyre kerültek. A 2010-es világbajnokság két döntőse, Spanyolország és Hollandia került az első két helyre a torna után, a brazilok a harmadik helyre estek vissza. 2011 augusztusában az élen Hollandia megelőzte Spanyolországot.
Korábbi listák
A 2006. júniusig érvényes világranglistát széles körben kritizálták. Bonyolult számítási módszere, az egyes Konföderációk és barátságos mérkőzések nem kellő szintű figyelembe vétele, igen hosszú, nyolcéves számítási időszaka és más tényezők heves vitákat váltottak ki az elmúlt években. Így előfordulhatott, hogy olyan nemzeti válogatott került be a Top-10 csapatai közé (USA), amely ugyan domináns szerepet játszott saját Konföderációjában, a nemzetközi porondon azonban nem tudta bizonyítani képességét. A barátságos mérkőzések nem kellő figyelembe vétele miatt az is előfordult, hogy Németország válogatottja 10 helyet esett vissza, a 12-ről a 22-re. A FIFA az ilyen és ehhez hasonló kritikákat kívánta kiküszöbölni a fentebb ismertetett számítási módszerrel, amely ma már teljes egészében működik.

### 2018-as frissítés
A 2018-as világbajnokság után a számításokhoz a FIFA az Élő-pontrendszer módosított változatát alkalmazza.
Minden mérkőzés után mindkét csapat pontszáma a következő képlet alapján változik:
{\displaystyle P=P_{\text{előtte}}+I(W-W_{e})}
ahol:
- Pelőtte – a csapat pontszáma a mérkőzés előtt
- I – fontossági súly:
  - 5 – barátságos mérkőzés a nemzetközi naptáron kívül eső napokon lejátszott mérkőzésen
  - 10 – barátságos mérkőzés a nemzetközi naptárban lévő napokon lejátszott mérkőzésen
  - 15 – Nemzetek-Ligája-mérkőzés (csoportkör)
  - 25 – Nemzetek-Ligája-mérkőzés (egyenes kieséses szakasz, döntők), Konföderáció bajnokságának selejtezője, világbajnoki-selejtező
  - 35 – Konföderáció bajnokságának mérkőzése (a negyeddöntőket megelőzően)
  - 40 – Konföderáció bajnokságának mérkőzése (negyeddöntők és azt követően)
(Konföderáció bajnoksága: Európa-bajnokság, Copa América, CONCACAF-aranykupa, Ázsia-kupa, afrikai nemzetek kupája)
  - 50 – világbajnoki-mérkőzés (a negyeddöntőket megelőzően)
  - 60 – világbajnoki-mérkőzés (negyeddöntők és azt követően)
- W – a mérkőzés eredménye:
  - 0 – vereség a rendes játékidőben vagy a hosszabbításban
  - 0,5 – döntetlen vagy vereség a büntetőpárbajban
  - 0,75 – győzelem a büntetőpárbajban
  - 1 – győzelem a rendes játékidőben vagy a hosszabbításban.
Ha a mérkőzés győztessel ér véget, de büntetőpárbajra van szükség (pl. oda-visszavágós rendszerben a második mérkőzésen), akkor rendes győzelemnek számít és a büntetőpárbajt nem veszik figyelembe.
- We – a mérkőzés várható eredménye:

{\displaystyle W_{e}={\frac {1}{10^{-{\frac {dr}{600}}}+1}}}
ahol dr a két csapat pontszáma közötti különbség a mérkőzés előtt.
Az egyenes kieséses szakaszban negatív pontszám nem szerezhető.

## Női világranglista
E lista pontszámait másképpen számítják, mint a férfi listáét, és csak negyedévente frissül. 2003 októberétől egészen 2023. augusztus 25-ig csak Németország és az Egyesült Államok csapata osztoztak az első helyen. Azonban a 2023-as világbajnokságot követően Svédország áll az élen, Németország a hatodik, míg az USA a harmadik. Korábban ez a két csapat szerepelt az első két helyen hat alkalmat leszámítva, amikor is Németország a harmadik helyen végzett (ez idő alatt csak Norvégia, Brazília, Anglia és Svédország végzett a második helyen).